# Conte di Arona
Il titolo di Conte di Arona  è stato un titolo nobiliare milanese che venne concesso dal duca di Milano Filippo Maria Visconti a Vitaliano I Borromeo, un banchiere e politico milanese, nel 1445.

## Storia
Nella seconda metà del 1400 le vicende della città di Arona si legarono col ducato di Milano retto dai Visconti che ne fecero una roccaforte di difesa, con Angera e vi infeudarono i Borromeo, ricchi banchieri, loro sostenitori, creandoli, appunto, Conti di Angera. E così il piccolo borgo di pescatori ebbe un castello ed un porto ben difesi da solide mura fortificate. 

### Conti di Arona (1445-1613)[3]
| Immagine | Nome                     | Nascita          | Consorte                                                                                                | Inizio della detenzione del titolo | Morte            | Note                                                                                                 |
| -------- | ------------------------ | ---------------- | --- | ---------------------------------- | ---------------- | --- |
|          | Vitaliano I Borromeo     | 1390             | Ambrosina Fagnani                                                                                       | 26 maggio 1445                     | 1449             | |
|          | Filippo Borromeo         | 1419             | Franceschina Visconti                                                                                   | 1449                               | 1469             | Fu anche Conte di Peschiera.                                                                         |
|          | Vitaliano II Borromeo    | 1451             | Bianca di Saluzzo                                                                                       | 1469                               | 1493             | Senza discendenza legittima.                                                                         |
|          | Giovanni I Borromeo      | 1439             | Maria Cleofe Pio di Carpi                                                                               | 1493                               | 1495             | Fratello del precedente duca; soprannominato "Il Giusto". Fu anche Conte di Angera.                  |
|          | Giberto I Borromeo       | 1460             | Maddalena d'Hohenzollern                                                                                | 1495                               | 27 febbraio 1508 | |
|          | Federico I Borromeo      | 1492             | Veronica Visconti                                                                                       | 27 febbraio 1508                   | circa 1529       | |
|          | Giberto II Borromeo      | 11 novembre 1511 | Margherita Medici di Marignano (1529-1547); Taddea dal Verme (1548-1550); Aurelia Vistarini (1553-1558) | circa 1529                         | 27 luglio 1558   | Fu anche Senatore di Milano nel 1549 e Governatore del Lago Maggiore nel 1551.                       |
|          | Federico II Borromeo     | 1536             | Virginia Montefeltro della Rovere                                                                       | 27 luglio 1558                     | 19 agosto 1562   | Principe e Marchese di Oria dal 1562. Senza discendenza legittima.                                   |
|          | Giulio Cesare I Borromeo | 13 novembre 1517 | Margherita Trivulzio                                                                                    | 19 agosto 1562                     | 5 agosto 1572    | Il fratello del precedente conte, San Carlo Borromeo, rinuncia alla successione in favore dello zio. |
|          | Renato I Borromeo        | 1º novembre 1555 | Ersilia Farnese                                                                                         | 5 agosto 1572                      | 19 agosto 1608   | |
|          | Giovanni II Borromeo     | ?                | celibe                                                                                                  | 19 agosto 1608                     | 18 agosto 1613   | Senza discendenza legittima.                                                                         |

Nel 1623 il Cardinale Federico Borromeo acquistò nuovamente il feudo, con il titolo di Marchese di Angera, per sé e per i propri nipoti, tenendo il titolo di Conte di Arona come titolo sussidiario che, ancora oggi, solitamente viene concesso al primogenito del capo della casata.